# Connected (film)
Pour les articles homonymes, voir Connected (homonymie).
Pour plus de détails, voir Fiche technique et Distribution.
Connected est un court-métrage américain écrit et réalisé par Luke Gilford. 
Il met en vedette Pamela Anderson, Dree Hemingway et Jane Fonda. 

## Synopsis
Un instructeur d'auto-amélioration, est attiré par un centre de traitement expérimental. Cette quête va alors la bouleverser,,.

## Fiche technique
- Titre original : Connected
- Titre québécois :
- Réalisation : Luke Gilford
- Scénario : Luke Gilford, David Largman Murray
- Costumes :
- Photographie :
- Montage :
- Musique :
- Production :
- Société de distribution :
- Pays de production :  États-Unis
- Langue : Anglais
- Genre : Science-fiction
- Format :
- Durée : 11 minutes
- Date de sortie :
  - États-Unis : 13 février 2016
- Classification : tout public

## Distribution
- Pamela Anderson : Jackie
- Dree Hemingway : Luna
- Jane Fonda : Gouru (voix)

## Critiques
Connected est acclamé par la critique[réf. nécessaire].
Motherboard qualifie le film comme « un sens de perfection ». Pour Shootonline, « Le film combine des visuels élégants avec un récit qui explore l'identité et le futurisme dans un monde qui aspire à la connectivité, bien qu'il soit virtuel ». Quant à Syfywire : « Pamela Anderson trouve la singularité dans le nouveau ce court métrage ». Sur Gizmodo : « Les fans de la post-humanité et du transhumanisme font des promesses qui sonnent gaiement et irréellement - la vie éternelle, les pouvoirs incroyables de l'esprit - mais vous n'avez probablement pas vu à quel point ils peuvent être dérangeants. Jusqu'à ce que vous regardiez ce nouveau court métrage, avec Pamela Anderson ».
Sur 33rsquare : « Pamela Anderson interprète une performance brute et courageuse en tant que reine de beauté qui vieillit sous la lueur rude de ses écrans et nourrit, dérivant de ses partisans, de ses amis et de sa famille, et cherchant désespérément, oui, la connexion ». Pour Flair Belgique : « Pamela Anderson se dévoile sous une facette qu'on lui connaît moins. L'actrice y incarne le rôle d'une femme terrorisée par les signes du temps qui passe, et c'est bouleversant ! ».
Pour Los Angeles Magazine : « Anderson est présenté non comme un objet de désir masculin, mais comme un être humain, qui - 26 ans et 14 couvertures de magazines depuis ses débuts Playboy - est spectaculairement rafraîchissante ».
Pour Milk.xyz : « Pamela Anderson est fantastique ».
Quant à Shortoftheweekend.com : « Ce rôle pourrait bien être la meilleure performance de Pamela Anderson à ce jour. En mettant en valeur tout ce qu'elle peut offrir en tant qu'actrice, elle affine un personnage crédible et digne de confiance, sa voix vaporeuse ajoute une fragilité au personnage qui enrichit le noyau émotionnel de l'histoire. En même temps, la beauté et la sexualité évidentes d'Anderson disparaissent et aident son équipe à créer une représentation d'une femme approchant la cinquantaine sans juger de ses attributs physiques et commenter sa perception sociale ».